# Гилмартин, Шарлотт
Шарлотт Гилмартин-Апкотт (англ. Charlotte Gilmartin-Upcott; род. 7 марта 1990 года) — английская шорт-трекистка, четырёхкратная призёр чемпионата Европы 2008, 2014, 2016 и 2017 года. Участница зимних Олимпийских игр 2014 и 2018 года.

## Спортивная карьера
Шарлотт Гилмартин родилась в городе Реддитч, к югу от Бирмингема. В решении заниматься конькобежным спортом не последнюю роль сыграли родители, поскольку её отец занимался профессионально этим видом спорта. Начала тренироваться на базе клуба «Mohawks Ice Racing Club» в Солихалле с 2001 года, после того, как на дне рождения своего друга она была приглашена одним из тренеров попробовать свои силы в шорт-треке.
Во время обучения на спортивном факультете в колледже Лафборо Шарлотт выступала за индорхоккейную команду "Redditch Rockets". В возрасте 15 лет в 2005 году она присоединилась к сборной по шорт-треку, как самая молодая участница команды. В апреле 2007 года Шарлотт заняла 2-е место в общем зачёте на национальном чемпионате Великобритании среди юниоров. Она тренировалась в Ноттингеме с национальной командой.
Первая медаль в её карьере была получена во время чемпионата Европы в Вентспилсе 2008 года. Команда британских шорт-трекисток в женской эстафете на 3000 м с результатом 4:23.172 выиграли золотые медали, оставив позади соперниц из Болгарии (4:23.243 — 2-е место) и Германии (4:23.417 — 1-е место). В 2009 году вновь выиграла серебряную медаль в абсолютном зачёте на чемпионате Великобритании среди юниоров.
В 2010 году Шарлотт одержала победу в общем зачёте уже на национальном чемпионате среди взрослых, выиграв на всех дистанциях. С 2011 по 2016 года она выигрывала серебряные медали на чемпионате Великобритании.
В январе 2014 года на чемпионате Европы в Дрездене она выиграла серебряную медаль в эстафете и заняла 9-е место в общем зачёте, а в феврале дебютировала на зимних Олимпийских играх в Сочи, финишировав 16-й на дистанции 500 м и 28-й на дистанции 1500 м. В марте на чемпионате мира в Монреале заняла 17-е место в личном зачёте многоборья.
Шарлотт участвовала в декабре 2015 года на Кубке мира в Шанхае и заняла 3-е место на дистанции 1500 м. В 2016 году Гилмартин победила в суперфинале на дистанции 3000 м и выиграла серебро в абсолютном зачёте чемпионата Европы в Сочи. На корейском чемпионате мира в Сеуле она поднялась на 10-е место в общем зачёте. На чемпионате Европы в Турине 2017 года выиграла бронзовую медаль в беге на 500 м.
В феврале 2017 года на этапах кубка мира в Дрездене и Минске она завоевала бронзовые медали на дистанциях 1500 м и 1000 м соответственно.
На зимних Олимпийских играх 2018 года Гилмартин была заявлена для участия в забеге на 500, 1000 и 1500 м. 10 февраля 2018 года во время квалификационного забега восьмой группы на 500 м она получила пенальти и прекратила дальнейшею борьбу за медали. 17 февраля 2018 года во время полуфинального забега второй группы на 1500 м она упала, врезалась в ограждение и с результатом 3:00.691 финишировала пятой.
В мае 2018 года Гилмартин сделала заявление о завершении карьеры, выиграв в апреле чемпионат Великобритании в общем зачёте, как и в 2017 году

## Личная жизнь
Шарлотта любит заниматься любыми видами спорта, особенно футболом и сквошем в межсезонье. У неё есть свой скутер Swifty One, на котором часто катается. В настоящее время она является личным тренером Дэвида Ллойда в Национальном ледовом центре в Ноттингеме. С 2012 года встречалась с Яном Апкоттом, конькобежцем национальной сборной, а 28 апреля 2018 года вышла замуж за него.

## Награды
- 2010, 2013 года - названа спортсменкой года в Солихалле
- 2010 - названа спортсменкой года на спортивных премиях Ковентри и Уорикшира